# Bramdean
Bramdean är en by i civil parish Bramdean and Hinton Ampner, i distriktet Winchester, i grevskapet Hampshire i England. Byn är belägen 14 km från Winchester. Civil parish hade 244 invånare år 1931. Byn nämndes i Domedagsboken (Domesday Book) år 1086, och kallades då Biondene/Brondene.